# Lambert De Maere
Pour les articles homonymes, voir De Maere.
Lambert De Maere, né le 10 janvier 1897 à Tamise et y décédé le 23 décembre 1967 fut un homme politique belge socialiste.
Il fut en 1912 un des fondateurs du syndicat métallurgiste de Tamise, dont i ldevint secrétaire en 1922, ainsi que de la Centrale textile et la Centrale générale; 
Il fut élu conseiller communal (1932-1965) de Tamise, conseiller provincial de la province de Flandre-Orientale (1925-1946), sénateur de l'arrondissement de Saint-Nicolas-Termonde (1954-1961).

## Sources
- Sa Bio sur ODIS